# Fitna (film)
För begreppet med samma namn, se Fitna

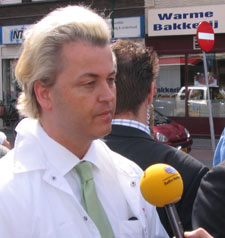
Geert Wilders, skaparen av filmen

Fitna är en film av den nederländske politikern Geert Wilders. Filmen ger en kritisk syn på islam och Koranen. Den släpptes på Internet den 27 mars 2008 och har en speltid på drygt 15 minuter. Wilders har själv kommenterat att filmen är en sista varning för de öppna samhällena, eftersom han anser att den islamiska ideologins mål är att förstöra friheten i västvärlden.

## Förpublicitet
Wilders tillkännagav 2007 att han skulle göra en film om islam. I november 2007 förväntades att filmen skulle visas i januari 2008. I januari 2008 sade han att filmen förväntades vara klar innan månadens slut och att den skulle presenteras kort därefter. I februari avslöjade han filmens namn Fitna (arabiska ordet för prövning) och sade att den skulle komma ut i mars.

## Innehåll
Filmen visar explosionerna i New York och Madrid och även en halshuggning. Den visar också att en treårig muslimsk flicka lärt sig att judar är "apor och svin". Flera gånger visas sidor ur koranen med citat om att döda de otrogna. Mot slutet visas koranen samtidigt som man hör ljudet av sidor som rivs ut. Det kan tolkas som att det är koransidor som rivs ut, vilket är en hädelse enligt muslimer (men en text anger att ljudet kommer från en telefonkatalog). Speakerrösten uppmanar muslimerna att riva ut de sidor ur koranen som manar till våld.

## Censur och kritik
I februari 2008 stängdes webbplatsen Youtube ned temporärt i Pakistan efter att ett islamkritiskt videoklipp som man trodde var en trailer för Fitna fanns på sajten. Iran varnade i januari för att man skulle se över sina diplomatiska förbindelser med Nederländerna om filmen visades.
Den 23 mars, innan filmen visats, demonstrerade ett tusental personer i Amsterdam mot filmen. Demonstranterna hävdade att det planerade filmsläppet var en häxjakt mot muslimer. En muslimsk organisation i Nederländerna har uttalat att man vill att en domstol först ska förhandsgranska filmen innan den släpps. Nederländska TV-kanaler har refuserat erbjudandet att sända filmen då man säger sig vilja förhindra våldsamma protester från muslimer. I Kabul, Afghanistan protesterade 5 000 personer mot bland annat filmen och danska och nederländska flaggor brändes.
Nederländernas premiärminister Jan Peter Balkenende uttryckte oro för att eventuella efterverkningar kan drabba nederländska medborgare och ekonomiska intressen. Wilders anklagade i sin tur Balkenende för att kapitulera för Islam.

## Reaktioner efter visning
Reaktionerna har varit något dämpade jämfört med vad som var förväntat. Professor i islamiska studier, Maurits Berger, säger att provokationen är svag då den "inte är någonting mer än en samling redan kända bilder".
Den 28 mars beslutade LiveLeak.com (där filmen ursprungligen publicerats) att ta bort filmen från sina servrar. Detta med anledning av att man mottagit allvarliga hot. 
Kurt Westergaard stämmer Geert Wilders för att ha använt sig av Westergaards Muhammed-teckning utan lov.